# Championnat de France de hockey sur glace 1981-1982
Saison précédente Saison suivante
La saison 1981-1982 est la 61e saison du championnat de France de hockey sur glace. Le championnat élite porte le nom de Nationale A.

## Nationale A

### Équipes engagées
Elles sont au nombre de 10 :
- Tours
- Chamonix
- Gap
- Grenoble
- Saint-Gervais
- Villard-de-Lans
- Caen
- Megève
- Viry-Châtillon
- Lyon

### Première phase

#### Classement
Toutes les équipes se rencontrent sur un aller-retour. Les résultats définissent la constitution des poules lors de la 2e phase.
|     | Club            | J  | Pts | V  | N | D  | BP  | BC  | Diff |
| --- | --------------- | -- | --- | -- | - | -- | --- | --- | ---- |
| 1er | Grenoble        | 18 | 29  | 14 | 1 | 3  | 122 | 47  | +75  |
| 2e  | Chamonix        | 18 | 28  | 14 | 0 | 4  | 126 | 73  | +53  |
| 3e  | Tours           | 18 | 27  | 13 | 1 | 4  | 151 | 62  | +89  |
| 4e  | Villard-de-Lans | 18 | 25  | 12 | 1 | 5  | 90  | 72  | +18  |
| 5e  | Gap             | 18 | 19  | 8  | 3 | 7  | 70  | 96  | -26  |
| 6e  | Saint-Gervais   | 18 | 15  | 7  | 1 | 10 | 111 | 123 | -12  |
| 7e  | Viry-Châtillon  | 18 | 14  | 6  | 2 | 10 | 74  | 79  | -5   |
| 8e  | Megève          | 18 | 14  | 6  | 2 | 10 | 79  | 94  | -15  |
| 9e  | Lyon            | 18 | 6   | 2  | 2 | 14 | 79  | 156 | -77  |
| 10e | Caen            | 18 | 4   | 2  | 0 | 16 | 37  | 136 | -99  |

#### Meilleurs pointeurs
|     | Nom                 | Club     | B  | A  | Pts |
| --- | ------------------- | -------- | -- | -- | --- |
| 1er | Roland Cloutier     | Tours    | 27 | 28 | 55  |
| 2e  | Peter Reed          | Lyon     | 29 | 25 | 54  |
| 3e  | Paulin Bordeleau    | Megève   | 33 | 20 | 53  |
| 4e  | Guy Dupuis          | Villard  | 30 | 23 | 53  |
| 5e  | Philippe Rey        | Chamonix | 27 | 21 | 48  |
| 6e  | Marc Audisio        | Tours    | 38 | 9  | 47  |
| 7e  | Marcel Dumais       | St-Ger.  | 26 | 16 | 42  |
| 8e  | Jean Vassieux       | Villard  | 20 | 22 | 42  |
| 9e  | Bernard Chamberland | Viry     | 25 | 11 | 36  |
| 10e | Guy Galiay          | Tours    | 18 | 16 | 34  |

### Deuxième phase
Deux poules sont constituées :
- une poule finale regroupant les 8 meilleures équipes de la phase préliminaire, qui se rencontrent à nouveau en aller-retour. Les points de la première phase sont conservés. L'équipe première au classement final est championne de France.
- une poule de promotion/relégation regroupant les 2 équipes restantes avec quatre équipes provenant de Nationale B et se rencontrant en aller-retour. Les deux dernières équipes au classement final étant reléguées en Nationale B la saison suivante (la Nationale A passant donc à 12 équipes).

#### Poule Finale
Classement cumulé avec la phase préliminaire :
|     | Club            | J  | Pts | V  | N | D  | BP  | BC  | Diff |
| --- | --------------- | -- | --- | -- | - | -- | --- | --- | ---- |
| 1er | Grenoble        | 32 | 50  | 24 | 2 | 6  | 212 | 100 | +112 |
| 2e  | Tours           | 32 | 49  | 23 | 3 | 6  | 244 | 127 | +117 |
| 3e  | Villard-de-Lans | 32 | 41  | 19 | 3 | 10 | 150 | 126 | +24  |
| 4e  | Chamonix        | 32 | 37  | 17 | 3 | 12 | 176 | 135 | +41  |
| 5e  | Gap             | 32 | 30  | 13 | 4 | 15 | 146 | 172 | -26  |
| 6e  | Saint-Gervais   | 32 | 29  | 12 | 5 | 15 | 188 | 199 | -11  |
| 7e  | Megève          | 32 | 26  | 12 | 2 | 18 | 147 | 170 | -23  |
| 8e  | Viry-Châtillon  | 32 | 20  | 8  | 4 | 20 | 131 | 188 | -57  |

#### Poule de Promotion/Relégation
Amiens, Briançon, Épinal et Valenciennes viennent de Nationale B.
|   | Club         | J  | Pts | V | N | D | BP | BC | Diff |
| - | ------------ | -- | --- | - | - | - | -- | -- | ---- |
| 1 | Amiens       | 10 | 14  | 6 | 2 | 2 | 51 | 38 | +13  |
| 2 | Briançon     | 10 | 14  | 7 | 0 | 3 | 55 | 33 | +22  |
| 3 | Épinal       | 10 | 12  | 6 | 0 | 4 | 43 | 30 | +13  |
| 4 | Lyon         | 10 | 10  | 4 | 2 | 4 | 46 | 40 | +6   |
| 5 | Caen         | 10 | 8   | 4 | 0 | 6 | 34 | 47 | -13  |
| 6 | Valenciennes | 10 | 2   | 1 | 0 | 9 | 37 | 78 | -41  |

Caen est relégué en Nationale B, tandis qu'Amiens, Briançon et Épinal sont promus en Nationale A.

### Bilan de la saison
2e titre pour les Brûleurs de loups de Grenoble.
- Meilleur joueur français : Daniel Maric (Grenoble).
- Meilleur gardien : Daniel Maric (Grenoble).
- Meilleur espoir : Christophe Ville (Saint-Gervais).
- Trophée du fair-play : Lyon.
- Meilleur arbitre : Bruno Catelin.

#### Effectif champion
| Vainqueurs de la Nationale A Brûleurs de loups de Grenoble | Gardiens de but : Daniel Maric Défenseurs : Christian Billieras, Larry Huras, Philippe Muscara Attaquants : Gary Brown, Jean-Paul Farcy, Daniel Grando, Bernard Le Blond, Jean Le Blond (C) Entraîneur : Gary Brown |

## Nationale B
- Amiens est champion de la poule nord de Nationale B et dispute la poule de promotion/relégation en compagnie de son dauphin Valenciennes.
- Briançon est champion de la poule sud de Nationale B et dispute la poule de promotion/relégation en compagnie de son dauphin Épinal.